# インゲ1世 (ノルウェー王)
インゲ1世（ノルウェー語：Inge I, 1135年ごろ - 1161年2月4日）またはインゲ・クロークリグ（Inge Krokrygg）は、ノルウェー王（在位：1136年 - 1161年）。ハーラル4世とスウェーデン王女イングリッド・ラグンヴァルツドッテルの息子。父ハーラルが1136年12月に死去した後、2歳または3歳でノルウェー王とされた。異母兄シグル2世およびエイステイン2世より長生きしたが、自身の助言者であったグレゴリウス・ダグソンの影響下に置かれた。グレゴリウス・ダグソンはインゲ1世より少し前に死去した。インゲ1世は1161年、エーケベリの戦いで戦死した。

## 文献資料
インゲの生涯については『ヘイムスクリングラ』の中の『ハーラルの息子たちのサガ』および『ホーコン肩広王のサガ』が主な資料である。『マグヌス盲目王とハーラル・ギッレのサガ』においてもインゲについて触れられている。『ヘイムスクリングラ』の中のサガが、インゲ1世の全生涯について触れている唯一の文献資料である。『ファグルスキンナ』の著者もインゲについて触れているが、このサガにおいてはインゲの生涯の最後の部分について記されていない。『モルキンスキンナ』についても、その最後のサガ『インゲとその兄弟のサガ』は、インゲの兄エイステイン2世が殺害された後、途中で終わっている。インゲはまたスカルド詩の『Nóregs konungatal』においても触れられている。

## あだ名について
インゲのあだ名である「Krokrygg（曲がった背中）」は、インゲが身体に障害があったことを示しているとみられている。また、インゲが脊椎側彎症であったとも考えられている。伝えられるところによると、インゲは2歳の頃に袋に入れられチョストルフ・オレソンに背負われてミンネの戦いに参加したが、この袋に矢が当たりインゲは障害が残る怪我を負ったという。しかし、デンマークの歴史家サクソ・グラマティクスは、インゲの障害について異なった説を伝えている。インゲの乳母が不注意でインゲを床に落とし、インゲは背中を骨折したため障害を負うことになったという。

## 生涯
インゲは幼少期に、ヴィーケンでオムンデ・ギルドソンに育てられた。1136年の晩秋、父ハーラル4世は自身がシグル1世に対し起こしたのと同様の「家族問題」に直面した。ハーラル4世はベルゲンで異母兄弟とされるシグル・スレンベに会った。シグル・スレンベは自身がマグヌス3世の息子であると主張し、これを認めるようハーラル4世に訴えたが失敗に終わった。その後、12月13日から14日にかけての夜、シグル・スレンベは修道士トラと一緒に寝ていたハーラル4世を殺害した。シグル・スレンベは殺人を非難し、自らを王にするように頼んだ。しかしシグルとその部下は無法者とされ、ベルゲンから追い出された。
シグル・スレンベはノールホルドラン、ソグンおよびフィヨーラネの議会において自らが王であると認めさせた。しかし、ハーラル4世の時代に政治的手綱を握っていた人々は、権力を放棄するつもりはなかった。ベルゲンからトロンデラーグに急ぎ知らせが送られ、シグル2世が議会において王になるよう求められた。同時に、イングリッドは議会において息子インゲ（当時はおそらく2歳であった）も王になることを確実なものとした。このようにして、衝突の後に互いに同盟を結ぶことに成功し、シグル・スレンベとマグヌス盲目王に立ち向かうことができた。
インゲは1137年のミンネの戦いでシグルやマグヌスとの戦いに参加し、その後の人生を特徴づける怪我を負ったと言われている。その後、インゲとシグル2世の軍は、ホルメングラの戦いでシグル・スレンベとマグヌス盲目王を破った。この後、王国は数年間比較的平和であった。1142年、インゲとシグル2世の異母兄弟であるエイステイン・ハーラルソンがノルウェーにやって来て、インゲらと共に王となった。それと同時に、まだ幼く病弱なマグヌス・ハーラルソンも王となった。
兄弟の治世で最も大きな問題は、1152/53年に3人全員が参加したニーダロス大司教区の設立であった。教皇の特使ニコラス・ブレイクスピアはインゲを支持したが、他の3人の王は大司教区の設立とその場合の王室の譲歩で一致していた。
グレゴリウス・ダグソンがインゲの助言者となった後、インゲと2人の異母兄弟シグルおよびエイステインの間で分裂が生じたが、最終的に同意に至った。3人の王は1155年にベルゲンで会うこととなっていたが、シグル側による2つの挑発的な殺人とグレゴリウスからの緊急の呼び出しの後、インゲはシグルとその部下を襲うことに同意した。そしてシグルらはエイステインが町に到着する前に殺害された。その2年後、長い間合意に至らず多くの戦いが行われた後に、エイスタインはインゲの部下に殺害された。シグルとエイステインの死後、2人のかつての支持者は、ホーコン・ハルデブレイのもとに集まり、1161年にオスロ郊外のエーケベリでの戦いでインゲを殺害した。サガの作家らは、この対立の責任をエイステインとシグルに負わせている。エイステインとシグルは、1155年にインゲが王にふさわしくないと考え、インゲらを追放する計画を立てていたとしている。しかし、対立におけるグレゴリウスの非妥協な態度が責任の一端を担っているとも読み取れる。グレゴリウスと共に、後にノルウェー王となるマグヌス5世の父エーリング・スカッケもインゲに最も近しい人物の一人であった。

## 人物
『ヘイムスクリングラ』においては、インゲは次のように記されている。「インゲ王は最も美しい顔をしており、黄色い髪をしていました。かなり細く、しわが寄っていた。彼は背が低く、ほとんど一人で歩くことができなかったので、片方の足が萎え、背中と胸の両方にこぶがあった。彼は温和で友人に対して親切であり、物事には寛大で、国の管理について族長たちに多くの助言を与えた。彼は庶民に好かれ、このすべてが権力と多くの人々を彼に引き付けた。」